# Finsko na Letních olympijských hrách 2012
Finsko na Letních olympijských hrách 2012 v Londýně reprezentovalo 55 sportovců v 13 sportech.

## Medailisté
| Medaile | Jméno                                      | Sport    | Disciplína       |
| ------- | ------------------------------------------ | -------- | ---------------- |
| Stříbro | Tuuli Petäjä                               | Jachting | ženy sailboard   |
| Bronz   | Silja Kanerva Silja Lehtinen Mikaela Wulff | Jachting | Elliott 6 m      |
| Bronz   | Antti Ruuskanen                            | Atletika | Muži hod oštěpem |